# Brillia sera
Brillia sera är en tvåvingeart som beskrevs av Roback 1957. Brillia sera ingår i släktet Brillia och familjen fjädermyggor. Inga underarter finns listade i Catalogue of Life.